# آنر ۹ایکس
آنر ۹ایکس (به انگلیسی: Honor 9X) یک فبلت مبتنی بر اندروید است که توسط شرکت هواوی تحت برند آنر ساخته شده‌است. آنر ۹ایکس در ژوئیه ۲۰۱۹ در بازار چین معرفی و عرضه و در بازار جهانی ۲۸ اکتبر ۲۰۱۹ معرفی و در ۱۴ نوامبر ۲۰۱۹ عرضه شد. آنر ۹ایکس جانشین آنر ۸ایکس است.

## مشخصات
آنر ۹ایکس با حافظه‌های ۶۴ گیگابایت و ۱۲۸ گیگابایت و با رم ۴ گیگابایت و ۶ گیگابایت ارائه شده‌است (نسخهٔ چین رم ۸ هم دارد). فریم پشت و جلوی این گوشی از جنس شیشه و فریم دور آن از جنس آلومینیوم است و حسگر اثر انگشت آن نیز در پشت دستگاه قرار دارد.

### سخت‌افزار

#### نمایشگر
این اسمارت‌فون از نمایشگر ال‌تی‌پی‌اس آی‌پی‌اس ال‌سی‌دی ۶٫۵۹ اینچ بهره می‌برد که توانایی نشان دادن ۱۶ میلیون رنگ را دارد و حدوداً ۸۴٫۷ درصد پنل جلویی را اشغال کرده‌است. رزولوشن این نمایشگر ۱۰۸۰ در ۲۳۴۰ است و به‌دلیل پاپ-آپ بودن دوربین سلفی، بریدگی ندارد. این نمایشگر در نمایش رنگ‌ها خوب عمل می‌کند اما روشنایی آن در رنگ سیاه بیش از حد انتظار است.

#### چیپست
آنر ۹ایکس در چین با چیپست کرین ۸۱۰ ارائه شده، اما نسخهٔ جهانی آن از چیپست ضعیف‌تر کرین ۷۱۰اف بهره می‌برد که فرق چندانی با کرین ۷۱۰ ندارد و تنها تفاوت آن با کرین ۷۱۰، استفاده از راهکار بسته‌بندی در مقیاس تراشهٔ Flip Chip برای بسته‌بندی ماژول‌های پردازنده است. کرین ۷۱۰اف از ترکیب ۴ هستهٔ ۲٫۲ گیگاهرتزی کورتکس-آ۷۳ با ۴ هستهٔ ۱٫۷ گیگاهرتزی کورتکس-آ۵۳ به‌عنوان پردازندهٔ مرکزی استفاده می‌کند و برای پردازش‌های گرافیکی نیز از ماژول مالی-جی۵۱ ام‌پی۴ کمک می‌گیرد. نسخهٔ چین با کرین ۸۱۰ مشخصات متفاوتی دارد و از ترکیب دو هستهٔ ۲٫۲۷ گیگاهرتز کورتکس-آ۷۶ و شش هستهٔ ۱٫۸۸ گیگاهرتز کورتکس-آ۵۵ به‌عنوان پردازشگر مرکزی استفاده می‌کند و برای پردازش‌های گرافیکی نیز از ماژول مالی-جی۵۲ کمک می‌گیرد که نسبت به نسخهٔ جهانی قوی‌تر است.

#### باتری
باتری این اسمارت‌فون ۴۰۰۰ میلی‌آمپر ساعت است و شارژ دهی مطلوبی دارد. طبق ادعای آنر، باتری این اسمارت‌فون می‌تواند تا ۱۲۰ ساعت پخش موسیقی، ۱۳ ساعت پخش ویدئو، ۲۴ ساعت مکالمهٔ ۳جی و ۸ ساعت بازی دوام بیاورد. شارژر این گوشی نیز ۱۰ وات توان دارد که ضعیف به نظر می‌رسد. این شارژر در ۳۰ دقیقه، ۲۷ درصد از باتری را شارژ می‌کند.

#### دوربین
آنر ۹ایکس در نسخهٔ جهانی از ۳ دوربین با حسگرهای ۴۸، ۸ و ۲ مگاپیکسل بهره می‌برد که دوربین ۴۸ مگاپیکسل با لنز واید و f/1.8 دوربین اصلی گوشی به‌شمار می‌رود، دوربین ۸ مگاپیکسل نیز با لنز اولترا واید ۱۲۰ درجه و گشودگی لنز f/2.4 تصاویر عریض می‌گیرد و دوربین ۲ مگاپیکسل هم عکس نمی‌گیرد و تنها در عکس‌های پرتره سنجش عمق می‌کند. لنز اولترا واید تنها در نسخهٔ جهانی وجود دارد و نسخهٔ بازار چین از آن محروم است. دوربین سلفی این گوشی در هر دو مدل یکسان بوده و ۱۶ مگاپیکسل با f/2.2 و به‌صورت پاپ-آپ است. دوربین اصلی این اسمارت‌فون توانایی فیلم‌برداری با رزولوشن فول اچ‌دی و ۶۰ فریم بر ثانیه و دوربین سلفی نیز توانایی فیلم‌برداری با رزولوشن فول اچ‌دی و ۳۰ فریم بر ثانیه را دارد. دوربین اصلی حالت شب دارد که در این حالت کیفیت عکس‌ها ۸ مگاپیکسل است. دوربین این گوشی از لرزش‌گیر اپتیکال و لرزش‌گیر الکترونیکی تصویر پشتیبانی نمی‌کند و برای کاهش لرزش‌های ویدئو در دوربین این اسمارت‌فون به هوش مصنوعی اکتفا شده‌است.

### نرم‌افزار
آنر ۹ایکس به‌طور پیش فرض از ئی‌ام‌یوآی ۹٫۱ مبتنی بر اندروید پای بهره می‌برد. این اسمارت‌فون از خدمات گوگل پلی پشتیبانی می‌کند.